# Rosa soulieana
Rosa soulieana är en rosväxtart som beskrevs av Crép.. Rosa soulieana ingår i släktet rosor, och familjen rosväxter.

## Underarter
Arten delas in i följande underarter:
- R. s. microphylla
- R. s. sungpanensis
- R. s. yunnanensis